# Jessica Chastain
Pour les articles homonymes, voir Chastain.
Jessica Chastain [ˈd͡ʒɛsɪkə ˈt͡ʃæsteɪn], née le 24 mars 1977 à Sacramento (Californie),, est une actrice et productrice américaine.
Elle fait ses débuts professionnels en 1998 dans la pièce Roméo et Juliette. Elle étudie l'art dramatique à la Juilliard School et signe un contrat avec le producteur John Wells. Elle fait ses premières apparitions télévisées au début des années 2000 dans les séries Urgences et New York, cour de justice. Parallèlement, elle tient des rôles au théâtre dans La Cerisaie en 2004 et Salomé en 2006. Elle fait ses débuts au cinéma en 2008 dans le film indépendant Jolene.
Tout change en 2011 lorsqu'elle reçoit une large reconnaissance de la part du public pour ses rôles dans une demi-douzaine de films dont Take Shelter, The Tree of Life et La Couleur des sentiments. Sa performance d'aspirante mondaine dans ce dernier film lui vaut plusieurs prestigieuses nominations dont deux pour le Golden Globe et l'Oscar de la meilleure actrice dans un second rôle. En 2012, elle tient le rôle principal d'un agent de la CIA dans le thriller Zero Dark Thirty, pour lequel elle obtient le Golden Globe de la meilleure actrice dans un film dramatique, ainsi qu'une nomination à l'Oscar de la meilleure actrice. Elle fait ses débuts à Broadway la même année dans une reprise de la pièce The Heiress.
Par la suite, elle participe à de grosses productions hollywoodiennes comme Interstellar en 2014, Crimson Peak et Seul sur Mars en 2015, Le Chasseur et la Reine des glaces en 2016, X-Men: Dark Phoenix et  Ça : Chapitre 2 en 2019.
Elle est aussi la tête d'affiche de drames indépendants avec Mademoiselle Julie en 2014, Miss Sloane en 2016, Le Grand Jeu en 2017 et Dans les yeux de Tammy Faye en 2021, qui lui vaut en 2022 l'Oscar de la meilleure actrice.
Avec sa société de production Freckle Films, Jessica Chastain s’affirme comme l’une des personnalités les plus féministes d’Hollywood. En 2012, le magazine Time l'a sélectionnée dans sa liste des « 100 personnes les plus influentes dans le monde ». Le critique de cinéma Richard Roeper l'a classée parmi les meilleures actrices de sa génération.

## Biographie

### Jeunesse
Jessica Michelle Chastain naît le 24 mars 1977 à Sacramento en Californie,,. Son père, Michael Monasterio, était musicien de rock, et sa mère, Jerri Hastey (née Chastain), est chef cuisinière végétalienne,. Ses parents étaient tous les deux adolescents quand elle est née. Ses grands-parents paternels étaient d'origine espagnole, de Biscaye et de Navarre, mais elle n'avait pas beaucoup de relations avec eux en raison de sa relation tendue avec son père. Elle possède des origines espagnoles, françaises et irlandaises. Jessica Chastain est réticente à parler publiquement de son enfance. Éloignée de son père, elle a indiqué qu'il ne figurait pas sur son certificat de naissance,. Elle a une sœur cadette, Juliet, née également de la relation entre sa mère et Michael Monasterio, qui, après des années d'abus de drogues, s'est suicidée en 2003. Jessica a un demi-frère du côté de sa mère et deux demi-sœurs du côté de son père,.

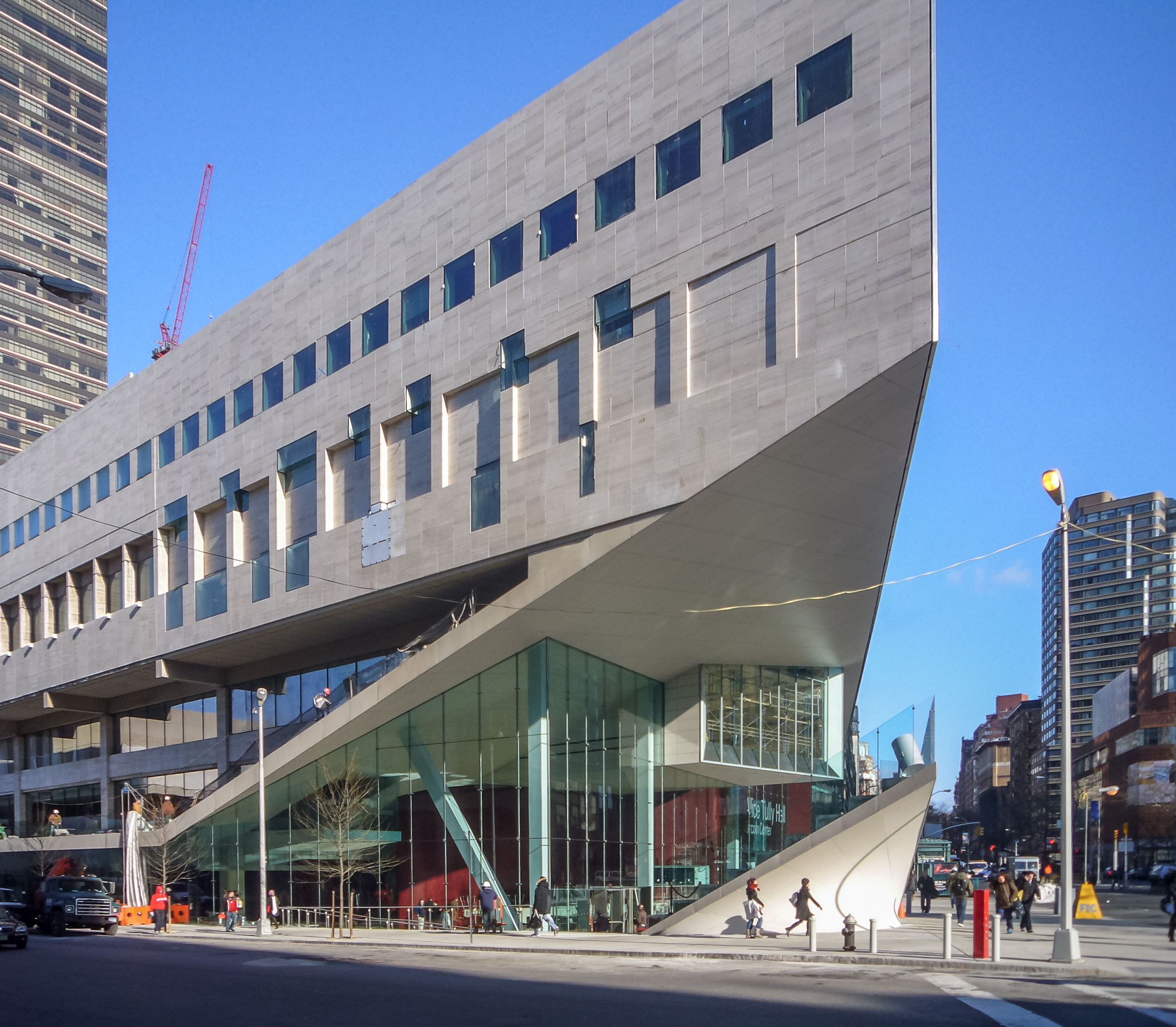
La Juilliard School de New York, où Jessica Chastain a étudié.

Elle a grandi à Sacramento, en Californie, avec sa mère et son beau-père, Michael Hastey, qui est pompier,,,. Elle considère Hastey comme l'« une des plus grandes personnes » qu'elle connaisse et la première personne avec qui elle s'est sentie en sécurité. Elle est proche de sa grand-mère maternelle Marilyn qui, d'après ce qu'elle a pu déclarer, est quelqu'un qui a toujours cru en elle,. Marilyn l'a accompagnée à la cérémonie des Oscars en 2012,. « Je n'ai pas grandi avec beaucoup d'argent, et nous avons été parfois expulsés quand j'étais enfant. Une fois même, alors que je rentrais de l'école, quelqu'un avait bloqué nos portes et se sentant probablement très coupable m'avait demandé si je voulais rentrer et prendre quelques affaires. J'ai toujours eu peur de devenir une sans-abri. J'ai décidé de devenir actrice [...] parce que j'ai grandi sans argent, donc je savais que je pouvais vivre sans argent. Mais j'ai toujours eu peur de ces choses-là, comme ne pas être capable de payer mon loyer », dit-elle plus tard au sujet de son enfance,.
Lorsqu'elle était étudiante au El Camino Fundamental High School de Sacramento, elle a dû lutter pour suivre le niveau,. Elle était solitaire et se décrit elle-même comme inadaptée à l'école, trouvant sa voie dans les arts de la scène. Elle dit qu'elle s'absenta de l'école pour lire Shakespeare, comprenant qu'elle ne voulait pas abandonner. Elle s'intéressa au métier d'actrice dès sept ans, lorsque sa grand-mère l'emmena voir Joseph and the Amazing Technicolor Dreamcoat. Elle s'est régulièrement lancée dans des spectacles amateurs avec d'autres enfants, se considérant elle-même comme leur « directeur artistique ». Avec trop d'absences durant sa dernière année, Chastain n'a pas obtenu son diplôme, mais a finalement obtenu un diplôme d'adulte. Plus tard, elle est scolarisée au Sacramento City College entre 1996 et 1997, période au cours de laquelle elle a été membre de leur équipe de débat. En 1998, Chastain fait ses débuts professionnels sur scène en tant que Juliette dans une production de Roméo et Juliette mis en scène par TheatreWorks, une entreprise située dans la région de la baie de San Francisco,. La production l'a amenée à passer une audition à la Juilliard School à New York, où elle est rapidement acceptée et obtient une bourse d'études financée par Robin Williams,,. Durant sa première année, elle se décrit comme « une loque d'anxiété » car elle avait constamment peur d'être écartée du programme et passait la plupart de son temps à lire et à regarder des films,. Elle se fait remarquer dans une production couronnée de succès, La Mouette, et participe au cours de deuxième année, ce qui l'aide à bâtir sa confiance. En 2003, Chastain sort diplômée de la Juilliard School avec un BFA,.

### Vie privée et philanthropie
Malgré l'attention portée par les médias, Jessica Chastain protège sa vie privée et choisit de ne pas assister à des événements sur les tapis rouges avec un petit ami,. Elle se considère comme une personne « timide » et en décrivant son quotidien en 2011, elle dit qu'elle promène son chien, joue de l'ukulélé et cuisine, ajoutant qu'elle ne va jamais à de grandes fêtes. Isabelle Huppert, qu'elle a découverte dans La Pianiste, est pour elle un modèle, une femme capable de gérer une famille et d'être actrice. Dans les années 2000, elle entame une relation avec le réalisateur Ned Benson (ce qui lui donnera l'occasion de tenir le rôle féminin principal dans The Disappearance of Eleanor Rigby), avant de se séparer en 2010.
Depuis 2012, elle est en couple avec Gian Luca Passi de Preposulo, cadre d'origine italienne pour la marque de mode française Moncler. Elle vit depuis 2016 à New York avec son compagnon,. Le 10 juin 2017, elle épouse Preposulo à la Villa Tiepolo Passi en Italie, propriété familiale du marié, mariage auquel ont été conviés ses amis Edgar Ramírez, Jess Weixler, Anne Hathaway et Emily Blunt,. En 2018, le couple a une fille, Giulietta, née par mère porteuse,. En 2020, ils accueillent leur deuxième enfant, Augustus.
Jessica Chastain aime les animaux et a adopté trois chiens des refuges : Chaplin, qui a la particularité d'avoir trois pattes ; Radley, croisement entre un épagneul et un corgi et Roman, mélange de chihuahua,,. Durant une partie de sa vie, elle est une adepte du pesco-végétarisme mais à la suite de problèmes de santé, elle est devenue végétarienne,. Sa meilleure amie est l'actrice Jess Weixler,, qu'elle a rencontré à Juilliard School où elles étaient colocataires,. Elle est également proche de la productrice Megan Ellison, rencontrée sur le tournage de Zero Dark Thirty et de l'actrice Michelle Williams, rencontrée à la Juilliard School.
Féministe, Chastain parle souvent de la discrimination envers les femmes et les minorités à Hollywood,,. Elle écrit une chronique sur le déséquilibre entre les sexes dans l'industrie dans le numéro d'Hollywood Reporter de décembre 2015. Au Festival de Cannes 2017, où elle a été membre du jury, Chastain a déploré la représentation passive des femmes dans la plupart des films,. Elle s'est plainte d'un manque de critiques féminines de cinéma, dont elle croit que cela empêche une perspective neutre sur le film. Chastain plaide en faveur d'un plus grand équilibre entre les genres, y compris une plus grande représentation des femmes dans les équipes de tournage et dans les postes de pouvoir. Sur les réseaux sociaux, Chastain vise à « amplifier les voix » des victimes de harcèlement sexuel dans l'industrie. En 2018, elle collabore avec 300 femmes à Hollywood pour mettre en place l'initiative Time's Up afin de protéger les femmes contre le harcèlement et la discrimination.
Elle apporte également son soutien à l'égalité dans la rémunération au travail : « je pense que les gens savent que s'ils vont m'embaucher, je ne vais pas juste être reconnaissante. Il y a eu des situations où j'ai manqué des films parce que je l'ai dit, ce n'est pas un accord équitable, et je me suis éloignée. » En 2013, elle apporte son appui à la campagne Got Your 6, qui contribue à l'autonomisation des anciens combattants de l'armée des États-Unis, tandis qu'en 2016, elle devient membre du conseil consultatif à l'organisation We Do It Together, qui produit des films et des émissions de télévision pour promouvoir des productions cinématographiques et télévisuelles qui favorisent une autre vision de la femme,,. En 2017, Chastain figure aux côtés de plusieurs célébrités de Hollywood dans une production théâtrale The Children's Monologue, dans laquelle elle joue le monologue d'une fille de 13 ans qui est violée par son oncle. L'événement permet de recueillir des fonds pour une association caritative qui aide les enfants africains à poursuivre une carrière dans les arts.
Ayant grandement souffert du suicide de sa sœur, Jessica Chastain cherche à sensibiliser le public sur la dépression, déclarant faire tout son possible pour aider « quelqu'un à se déplacer à travers toute obscurité ». Elle soutient des associations caritatives œuvrant pour la santé mentale et s'est aussi impliquée avec l'association à but non lucratif To Write Love on Her Arms qui aide des écoliers à surmonter leurs problèmes d'insécurité concernant leur identité sexuelle. Enfin, ayant, enfant, souvent été moquée à cause de la couleur de ses cheveux et de ses taches de rousseur, elle milite contre l'intimidation et l'humiliation des corps. Chastain a fait campagne pour l'accès à des soins de santé reproductive abordables pour les femmes et en 2017, Variety l'honore pour son travail avec Planned Parenthood. En réponse à l'interdiction de l'avortement dans certains États américains, elle rejoint plusieurs célébrités en refusant de travailler dans ces régions.
Début 2017, après l'élection de Donald Trump, elle participe à la Marche des femmes. La même année, elle est l'une des premières actrices à intervenir dans le débat public dans le cadre de l'affaire Harvey Weinstein, accusant le producteur d'avoir cherché à se servir d'elle afin de prostituer sa meilleure amie. Elle réalise ensuite un clip afin de dénoncer le sexisme dont sont victimes les actrices débutantes à Hollywood. Le 7 janvier 2018, lors de la 75e cérémonie des Golden Globes, elle se vêt de noir, comme plusieurs personnalités, afin de protester contre la culture du harcèlement sexuel dans le monde du cinéma.
En août 2022, elle est reçue par le président ukrainien Volodymyr Zelensky, à Kyiv, et montre ainsi son soutien à l'Ukraine dans le cadre de l'invasion du pays par la Russie.

#### Image dans les médias
En septembre 2010, elle pose pour le magazine W sous les objectifs du couple Inez & Vinoodh et de Steven Klein en 2015.
Elle devient en septembre 2012 l'égérie publicitaire du parfum Manifesto d'Yves Saint Laurent.
Elle est ambassadrice internationale de la maison Piaget pour sa bague Possession, créée en 1990 et revisitée en 2015.
Jessica Chastain n'aurait jamais révélé son âge aux médias, si bien que les journaux donnent des versions contradictoires de celui-ci.
Elle a été nommée la personnalité végétarienne la plus sexy (avec Woody Harrelson) le 28 juin 2012 par PETA, association de défense des animaux à laquelle elle apporte régulièrement son soutien et sa sympathie.

## Carrière

### Débuts et ascension (2004-2010)

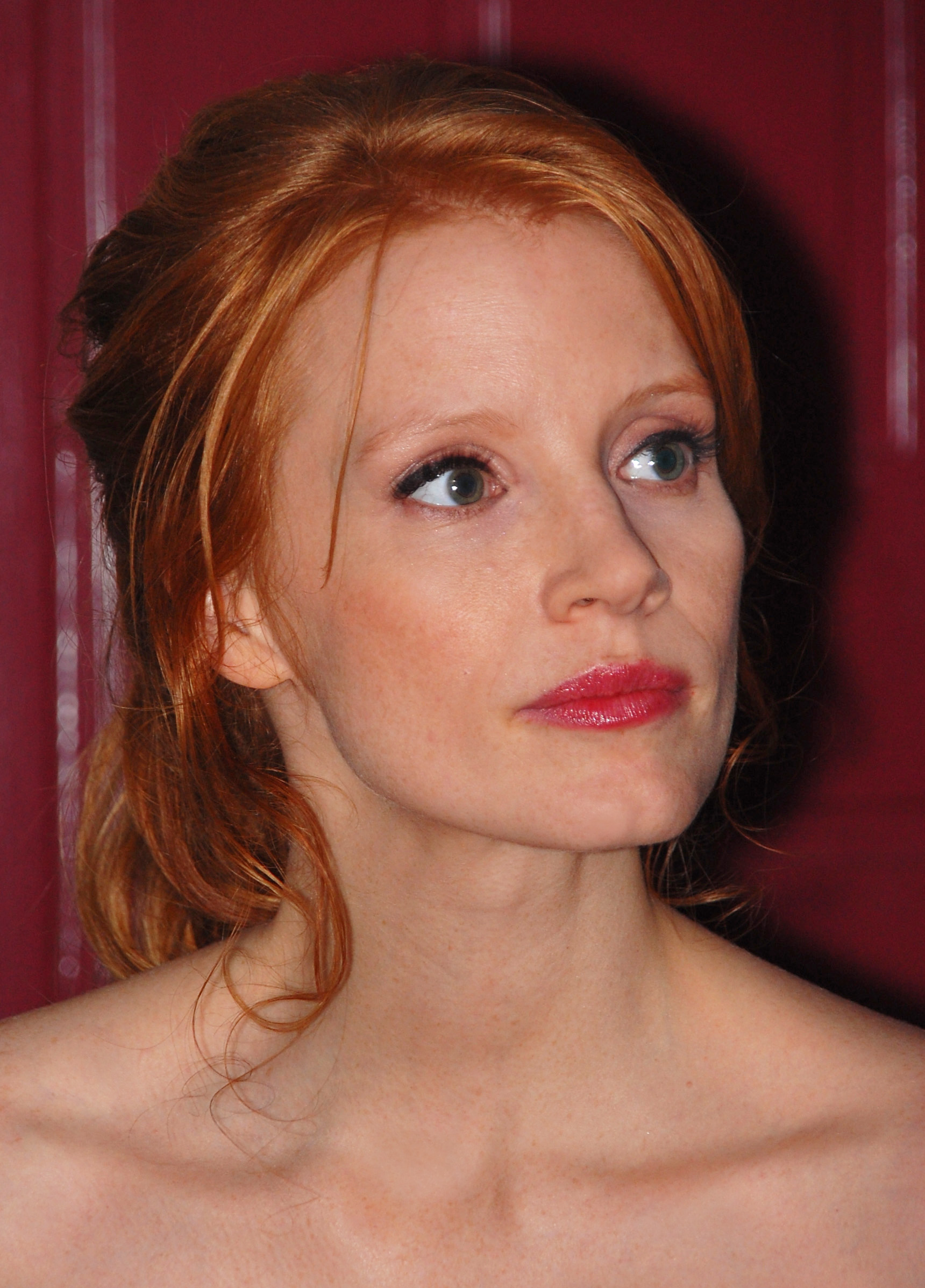
Au Mill Valley Film Festival 2010, pour L'Affaire Rachel Singer.

Peu de temps avant sa remise de diplôme de son école d'art dramatique, Jessica Chastain participe à un essai pour étudiants en dernière année d'étude à Los Angeles, ce qui lui permet de signer un contrat avec le producteur de télévision John Wells. Elle déménage alors en Californie, à Venice Beach, et commence à auditionner pour des rôles. Face à la difficulté, rencontrée à ses débuts, d'obtenir des auditions, Chastain déclare qu'« être une rousse et ne pas avoir un style moderne habituel, est source de confusion pour les gens, lesquels ne savent pas exactement comment m'employer. » En 2004, elle joue son premier rôle professionnel dans le téléfilm Dark Shadows, pilote d'une possible série commandée par la chaîne The WB et remake d'un feuilleton des années 1960, dans lequel elle incarne Carolyn Stoddard. Réalisé par P.J. Hogan, le pilote n'obtient pas de bons résultats et n'obtient pas de diffusion. Plus tard, elle apparaît comme actrice invitée dans la série Urgences, en jouant une femme qu'elle décrit comme « psychotique », ce qui l'a conduite à trouver un créneau dans les rôles de névrotiques,. Elle dit même qu'elle joua « beaucoup de filles qui avait quelque chose de fermé », qui étaient « peut-être été victimes d'un accident horrible » ou « étaient folles ». Elle continue à apparaître dans de tels rôles dans Veronica Mars, Close to Home, New York, cour de justice,,.
En 2004, elle tient le rôle d'Anya dans La Cerisaie, production de la Williamstown Theatre Festival (en), dans le Massachusetts, où elle joue aux côtés de Michelle Williams. La même année, elle travaille avec Playwrights Horizons à New York dans la production Rodney's Wife dans le rôle de la fille d'un acteur de film d'âge moyen en difficulté. Sa performance n'est pas bien reçue par le critique Ben Brantley du New York Times qui pense qu'elle « semble en quelque sorte continuer à perdre la couleur pendant que progresse la soirée ». Tout en travaillant sur la pièce, elle est recommandée par son metteur en scène Richard Nelson à Al Pacino, qui cherchait une actrice pour jouer dans sa production de Salomé d'Oscar Wilde. Salomé raconte l'histoire tragique de l'exploration sexuelle de son personnage. Bien que le rôle soit écrit pour une jeune de 16 ans, Chastain, qui approchait de la trentaine, fut choisie pour le rôle-titre. La pièce est jouée au Wadsworth Theatre de Los Angeles en 2006 et Chastain a noté plus tard que cela l'avait aidée à attirer l'attention de plusieurs directeurs de casting. Cependant, sa prestation est critiquée par Steven Oxman de Variety, écrivant que « Chastain est si mal à l'aise avec Salomé, n'étant pas tout à fait certain si elle est une séductrice capable ou une gosse de riche geignarde, n'étoffant pas l'un ou l'autre choix ».
Après avoir auditionné pour obtenir le rôle de Sookie dans la série True Blood, qui est finalement confié à Anna Paquin, Chastain a fait ses débuts au cinéma en 2008 dans Jolene, réalisé par Dan Ireland et tiré d'une nouvelle de E. L. Doctorow qui a été inspiré par la chanson Jolene de Dolly Parton, dans lequel elle tient le rôle-titre. Il suit la vie d'une adolescente abusée sexuellement tout au long d'une décennie. Bien que le film ait obtenu des critiques mitigées, la performance de Chastain a été saluée par une critique pour le New York Observer, qui note que « non seulement, elle tient son propre coin de chaque scène, mais elle est la seule chose que vous voulez voir »,. Elle reçoit le prix de la meilleure actrice du festival international du film de Seattle. L'année suivante, elle incarne un rôle mineur dans le thriller Stolen, mal reçu par la critique et ayant obtenu une sortie limitée en salles en 2009,. Toujours en 2009, elle joue Desdémone dans Othello, tragédie de Shakespeare jouée au Public Theater, avec John Ortiz et Philip Seymour Hoffman. Hilton Als du New Yorker félicite Chastain pour avoir trouvé « une belle profondeur maternelle dans Desdémone ».
En 2010, elle est la vedette du thriller L'Affaire Rachel Singer, dépeignant une jeune agente du Mossad envoyée à Berlin-Est dans les années 1960 pour capturer un ancien médecin nazi qui avait effectué des expériences médicales dans les camps de concentration. Chastain partageait le rôle avec Helen Mirren, qui incarnera le personnage trente ans plus tard, alors qu'elle incarne différentes étapes de sa vie. Elles ont travaillé ensemble avant le tournage pour parfaire la voix et les manières du personnage et les rendre compatibles. En outre, Chastain prend des cours d'allemand et de krav maga, tout en étudiant des livres sur Josef Mengele et l'histoire du Mossad. William Thomas d'Empire écrit que le film était un « suspense intelligent, tendu et bien joué », ajoutant que Chastain impulsait « force et vulnérabilité » dans son rôle. Elle apparaît aussi dans Le Crime de l'Orient-Express, épisode de la série télévisée britannique Hercule Poirot, d'après Agatha Christie, qui marque son dernier rôle de guest-star à la télévision.

### Révélation critique internationale (2011-2012)

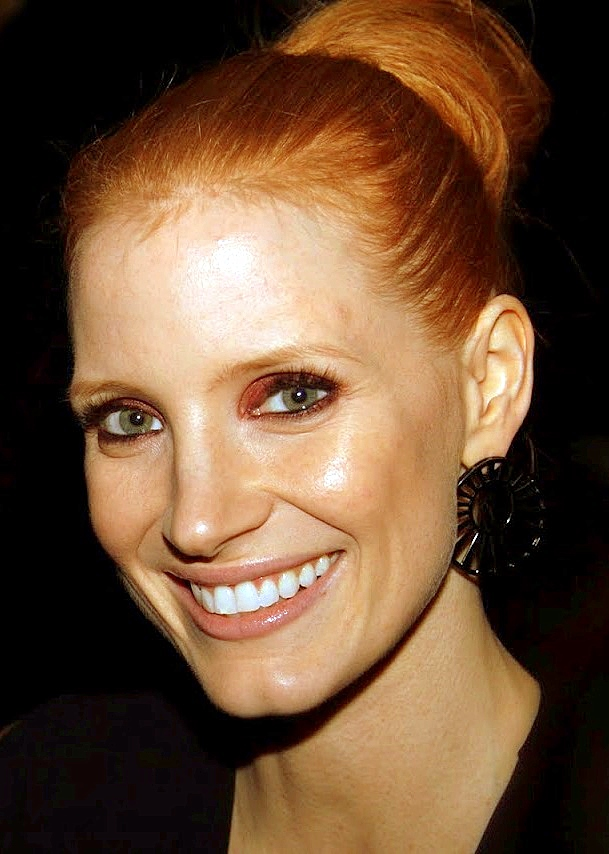
Au Festival international du film de Toronto 2011, pour Take Shelter.

Après avoir connu des difficultés plusieurs années pour percer dans les films, Jessica Chastain se retrouve à l'affiche de six films rien qu'en 2011, dont plusieurs lui permettent d'obtenir de nombreuses acclamations et la reconnaissance pour ses rôles,. Le premier de ces rôles est dans Take Shelter de Jeff Nichols, un drame centré sur un père troublé, incarné par Michael Shannon, qui tente de protéger son épouse, incarnée par Chastain, et sa famille d'une tempête imminente. Le long-métrage est projeté au festival du film de Sundance, le critique Tim Robey du Daily Telegraph pense que le personnage de Chastain aide le récit, écrivant qu'elle est « derrière [Shannon] avec une inquiétude lumineuse ». Elle obtient une nomination à l'Independent Spirit Award du meilleur second rôle féminin.
Le 61e festival du film de Berlin a vu la présentation d'Ennemis jurés, adaptation d'une tragédie de Shakespeare réalisé par Ralph Fiennes, qui tient l'un des rôles principaux, dans lequel Chastain tient le rôle de Virgilia. Son rôle suivant l'oppose à Brad Pitt dans le drame expérimental The Tree of Life de Terrence Malick. Pour ce film où elle incarne une mère aimante de trois enfants dont elle a tourné ses scènes en 2008,, Chastain a signé pour le long-métrage sans recevoir de scénario traditionnel de la part de Malick et a improvisé sur plusieurs scènes et dialogues avec Pitt. Elle considère son rôle comme « l'incarnation de la grâce et le monde des esprits », et pour s'y préparer, elle pratique la méditation, étudie des peintures de la Vierge et lit des poèmes de Thomas d'Aquin. Après plusieurs retards concernant sa sortie, The Tree of Life est présenté en avant-première au Festival de Cannes et obtient une réception polarisée de la salle mais est salué par la critique et remporte la Palme d'or. Justin Chang de Variety appelle le film « un hymne à la gloire de la création, exploratoire et un poème souvent mythifié » et honore Chastain en jouant son rôle avec une « vulnérabilité déchirante ».
Le plus grand succès de l'année pour l’actrice est venu avec la comédie dramatique La Couleur des sentiments, où elle a Viola Davis, Emma Stone, Octavia Spencer et Bryce Dallas Howard pour co-vedettes. Dans cette adaptation du roman du même nom de Kathryn Stockett, Chastain incarne Celia Foote, une aspirante personnalité mondaine dans le Mississippi des années 1960, qui développe une amitié avec sa femme de chambre noire. Elle est attirée par la position anti-raciste de son personnage et s'est sentie connectée avec un « zeste et l'amour pour la vie ». Pour se préparer, elle regarde les films de Marilyn Monroe et fait des recherches sur l'histoire de Sugar Ditch, dans le Mississippi, où son personnage a grandi. La Couleur des sentiments totalise 216 millions de dollars de recettes au box-office mondial, devenant à ce moment-là le plus grand succès commercial de Chastain. Manhola Dargis du New York Times fait l'éloge de l'alchimie entre Chastain et Spencer, tandis que Roger Ebert l'a félicitée pour être « simple et communicative dans son interprétation »,. La distribution des Couleurs des sentiments remporte le Screen Actors Guild Award de la meilleure distribution, tandis que Chastain obtient sa première nomination aux Oscars dans la catégorie meilleure second rôle féminin, en plus d'une nomination aux BAFTA, aux Golden Globes et aux Screen Actors Guild Awards dans cette même catégorie, mais a perdu face à Spencer,.
Ses deux derniers rôles en 2011 sont Wilde Salomé, documentaire tiré de sa pièce Salomé et du thriller Killing Fields, qui est mal reçu par la critique,,. Ce dernier film, dont elle partage l'affiche avec Sam Worthington et Jeffrey Dean Morgan, relate de manière romancée les événements dans la zone de Killing Fields au Texas et dans lequel elle incarne une détective au département des homicides. Le travail de Chastain, en particulier sur La Couleur des sentiments, Take Shelter et The Tree of Life lui permet de gagner des prix de plusieurs organisations de critiques, y compris la New York Film Critics Circle, la National Society of Film Critics et la Los Angeles Film Critics Association,,.
En 2011, elle fait partie des membres du jury des longs métrages du Festival international du film de Marrakech, présidé par Emir Kusturica.
En avril 2012, elle entre dans la liste des 100 personnes les plus influentes du monde.

### Consécration (2012-2013)

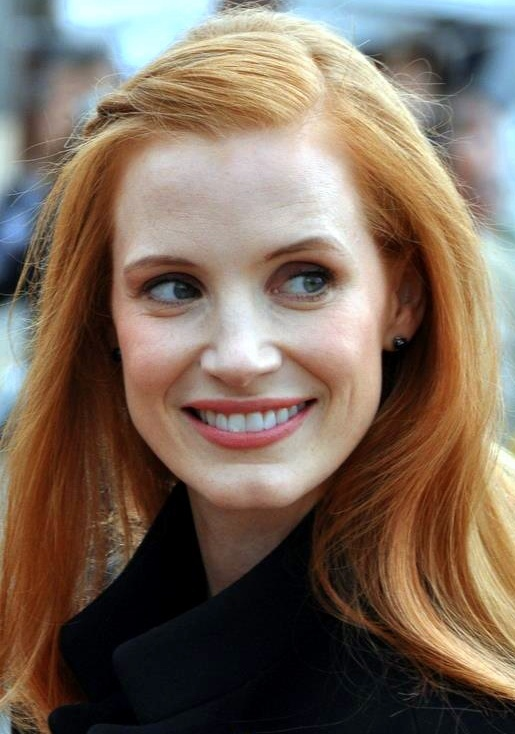
Au festival de Cannes 2012, pendant lequel sont présentés deux de ses films, Madagascar 3 et Des hommes sans loi.

Chastain apparaît dans deux films présentés lors de la 65e édition du festival de Cannes en 2012 : le film d'animation Madagascar 3 et le drame criminel Des hommes sans loi. Pour le premier film, troisième opus de la série de films Madagascar, Chastain prête sa voix à un jaguar avec un accent italien. Avec des recettes atteignant les 747 millions de dollars de recettes mondiales, Madagascar 3 se classe parmi les films les plus rentables de l'actrice. Des hommes sans loi, réalisé par John Hillcoat, est basé d'un roman se déroulant durant la Prohibition écrit par Matt Bondurant. Chastain y incarne une danseuse de Chicago impliqué dans un conflit entre trois contrebandiers, incarnés par Tom Hardy, Shia LaBeouf et Jason Clarke. Le long-métrage reçoit des critiques positives, Richard Corliss trouvant l'actrice est chargée par une « séduction pleine de gravité et posé »,. Dans un biopic expérimental de l'auteur C.K. Williams intitulé The Color of Time, réalisés par des étudiants de l'acteur James Franco de l'université de New York, Chastain tient le rôle de la mère de Williams. Initialement titré Tar lors de sa présentation au Festival de Rome en 2012, il est renommé pour sa sortie en salles deux ans plus tard,.
Sa courte participation dans le drame À la merveille de Terrence Malick, tourné face à Ben Affleck, a été coupée au montage et en raison de problèmes d'emploi du temps, elle renonce à des rôles dans Oblivion et Iron Man 3,,. Elle choisit plutôt de faire ses débuts à Broadway dans une reprise de la pièce de 1947 The Heiress, dans lequel elle incarne Catherine Sloper, une jeune femme naïve qui se transforme en une femme puissante. L'actrice était d'abord réticente à accepter le rôle, craignant la forte anxiété à laquelle avait dû faire face au cours de ses précédentes performances théâtrales, avant de finalement accepter après avoir trouvé une connexion avec son personnage, disant que Sloper est « extrêmement mal à l'aise », tout en ajoutant que l'actrice en a l'habitude. La production est jouée au Walter Kerr Theatre de novembre 2012 à février 2013. Sa prestation a déçu le critique Ben Brantley, notamment en assimilant sa livraison de dialogue comme « des lectures froides de script ».

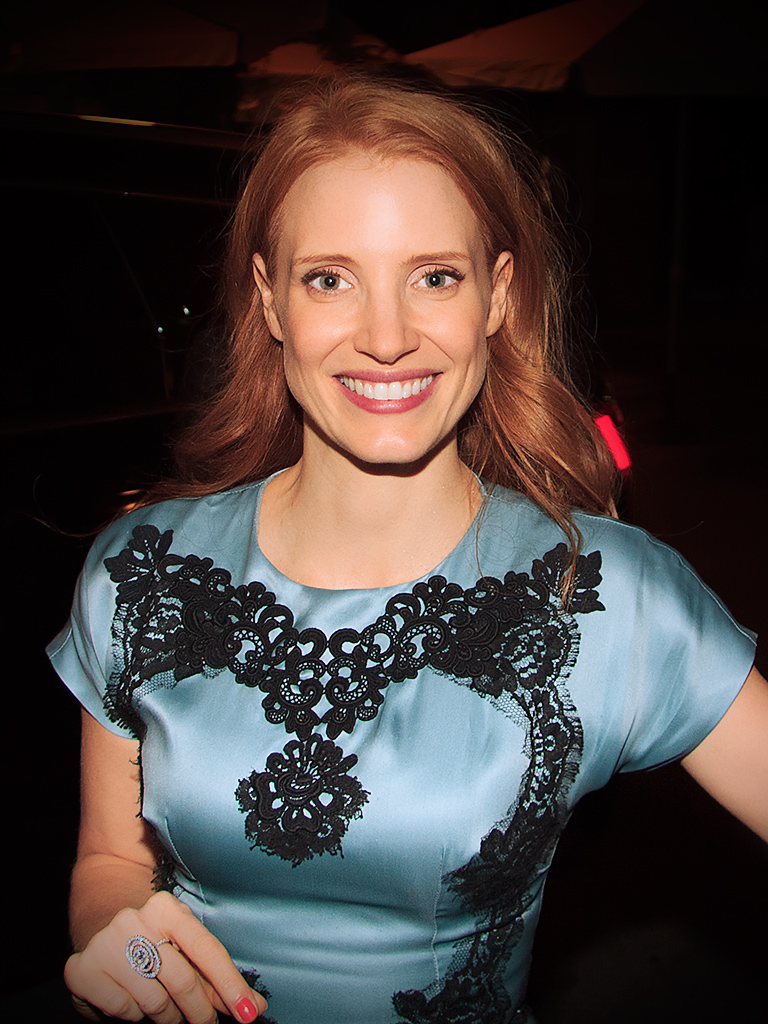
Au Festival international du film de Toronto 2013, pour la présentation de The Disappearance of Eleanor Rigby Him & Her.

Le thriller Zero Dark Thirty de Kathryn Bigelow marque le dernier film de Chastain sorti en 2012. Le film raconte la chasse à l'homme, en partie romancée, d'Oussama Ben Laden après les attentats du 11 septembre qui dura une dizaine d'années. Chastain incarne Maya, une analyste du renseignement de la CIA émotionnellement endurcie qui aide à capturer Ben Laden. Le sujet difficile du film fut désagréable pour Chastain, qui le considère plus tard comme la « pire expérience » de sa vie. Elle a souffert de dépression pendant le tournage et un jour, elle s'est excusée et s'est éloignée du plateau de tournage pour fondre en larmes. Chastain a été incapable de rencontrer l'agent d'infiltration dont est tiré le personnage de Maya et compte sur les recherches du scénariste Mark Boal.
Zero Dark Thirty rencontre un accueil critique unanimement favorable, mais a fait l'objet d'une controverse pour sa représentation de la technique d'interrogatoire renforcée contribuant le plus efficacement possible à la recherche de Ben Laden,. Le critique Pete Travers de Rolling Stone écrit que « Chastain est une merveille », jouant « Maya comme une tempête menaçante » et qu'elle livre « une performance implosive indélébile ». Roger Ebert note la polyvalence de Chastain et compare favorablement sa capacité et sa gamme de jeu à celle de Meryl Streep. Pour sa prestation, l'actrice obtient le Golden Globe de la meilleure actrice dans un film dramatique et est nommée à l'Oscar, au BAFTA et au Screen Actors Guild dans la catégorie « meilleure actrice »,,.
En 2013, elle tient le rôle principal d'une musicienne forcée de prendre soin des deux nièces tourmentées de son petit ami dans le film d'horreur Mama. Elle est attirée par l'idée de jouer une femme radicalement différente des rôles de « mère parfaite » qu'elle avait joués dans Take Shelter et The Tree of Life et s'est inspirée du look de la chanteuse Alice Glass pour son personnage. Le critique Richard Roeper note sur la différence de son rôle par rapport à ceux qu'elle a déjà joués, décrivant comme « une preuve supplémentaire qu'elle est l'une des meilleures actrices de sa génération ». Lors du week-end d'ouverture en salles de Mama, Chastain signe l'une des rares performances d'avoir deux films dans lesquels elle tient le rôle principal, à savoir Mama et Zero Dark Thirty, occuper les deux premières places du box-office Mama engrange 146 millions de dollars de recettes mondiales. Elle tient le rôle-titre d'une femme déprimée qui se sépare de son mari, incarné par James McAvoy après un tragique incident dans le drame The Disappearance of Eleanor Rigby, pour lequel elle est également productrice. Initialement écrit par le réalisateur et scénariste Ned Benson du point de vue du mari de Rigby, Benson écrit une version distincte de l'histoire du point de vue de Rigby, sur l'insistance de l'actrice.
Le film est présenté au Festival de Toronto en 2013 en deux parties, sous-titrés Him et Her, tandis qu'une troisième partie, sous-titré Them et réunissant les deux premières parties, est sortie séparément,. La prestation de l'actrice est saluée, mais le film ne trouve pas son public.

### Confirmation critique et commerciale (2014-2015)

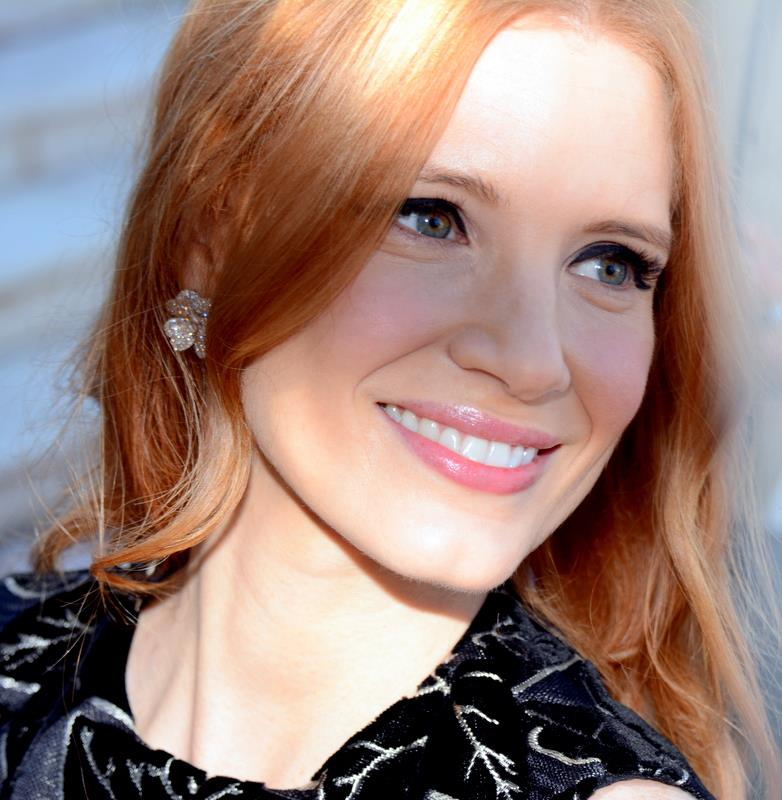
Au Festival de Cannes 2014, pour la présentation de la troisième et dernière partie de The Disappearance of Eleanor Rigby, sous-titrée Them.

Son année 2014 s'avère particulièrement chargée puisque Jessica Chastain est à l'affiche de trois films. Elle tient le rôle de la protagoniste éponyme dans Mademoiselle Julie, adaptation d'une pièce du même nom d'August Strindberg écrite et réalisée par Liv Ullmann, qui relate l'histoire tragique d'une aristocrate sexuellement réprimée qui commence une relation avec le valet de son père, joué par Colin Farrell. Chastain fut séduit par le projet en raison de la saisie du féminisme dans le sujet d'Ullmann. Bien que saluant la prestation de Chastain, la qualifiant de « travail nuancé », le critique David Rooney du Hollywood Reporter est déçu par le film, trouvant que cette adaptation est « lourde » et « qui manque de pertinence ». Le film obtient une sortie limitée et n'est pas largement considéré. Pendant le tournage de Mademoiselle Julie en Irlande, le scénario du film de science-fiction Interstellar de Christopher Nolan est remis à Chastain. Avec un budget de 165 millions de dollars, ce qui est une production de haut-profil, et des co-vedettes tels que Matthew McConaughey et Anne Hathaway, le film est considérablement filmé avec des caméras IMAX,. Chastain tient le rôle de la fille adulte de McConaughey, partagée avec Mackenzie Foy dans la période jeune et Ellen Burstyn dans la période âgée, et a été appelée sur le projet par la stature émotionnelle qu'elle a trouvée dans la relation père-fille. Drew McWeeny du site de divertissement HitFix trouve le film « ambitieux et étonnant » et prend note de la performance de Chastain qui se détache dans un rôle de soutien. Interstellar rapporte 675 millions de dollars de recettes mondiales devenant le film le plus rentable de la carrière de Chastain dans un film à prise de vues réelles.

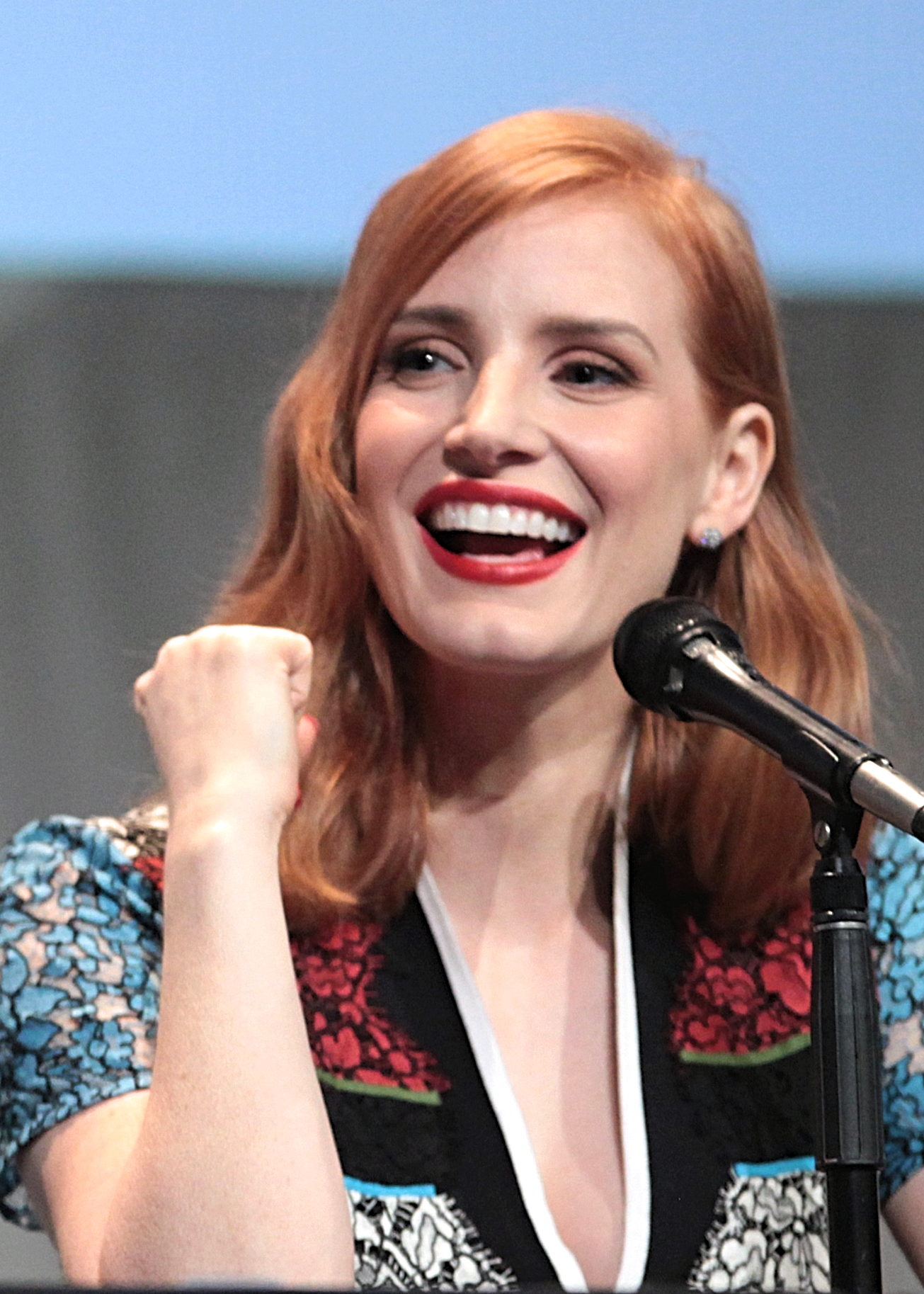
L'actrice au San Diego Comic-Con 2015, pour la promotion de Crimson Peak.

Son dernier film de 2014 est le drame criminel A Most Violent Year, troisième long-métrage de J. C. Chandor, dont l'action se situe à New York en 1981, année où la ville avait le taux de criminalité le plus élevé. Le long-métrage narre l'histoire d'un entrepreneur de livraison de fuel domestique, joué par Oscar Isaac et son épouse impitoyable, joué par Chastain. Pour sa préparation, l'actrice fait des recherches sur l'époque et travaille avec un coach pour développer un accent de Brooklyn. Elle collabore avec la costumière du film, Kasia Walicka-Maimone, afin de travailler sur la garde-robe du personnage et s'adresse à Armani pour utiliser des costumes d'époque. Mick La Salle du San Francisco Chronicle estime que Chastain est « l'incarnation d'une femme de nouveau riche de New York », tandis que Mark Kermode du Guardian trouve que l'actrice est « formidable comme le pouvoir de Lady Macbeth derrière le trône »,. Elle reçoit une nomination au Golden Globe de la meilleure actrice dans un second rôle. De plus, elle reçoit un hommage lors du Festival du cinéma américain de Deauville 2014. Pour son travail en 2014, elle reçoit un prix d'accomplissement spécial de la part du Broadcast Film Critics Association.
L'année 2015 a vu Chastain incarner un commandant dans le film de science-fiction Seul sur Mars, réalisé par Ridley Scott, d'après le roman d'Andy Weir et qui met Matt Damon en vedette dans le rôle d'un botaniste resté coincé sur Mars. L'actrice a rencontré des astronautes au Jet Propulsion Laboratory et au Centre spatial Lyndon B. Johnson et s'est basé sur Tracy Caldwell Dyson pour son personnage. Chastain passe du temps avec Dyson à Houston. Elle dit que son personnage « est face à la culpabilité de laisser derrière elle un membre d'équipage, mais elle est toujours responsable de la vie de cinq autres équipiers », ajoutant qu'elle a « essayé de la jouer comme aurai été Tracy dans ces moments ». Avec un bénéfice de 630 millions de $ dans le monde, Seul sur Mars est son deuxième film à faire de grosses recettes en deux ans.
La même année, elle joue une infâme comtesse complotant avec son frère, joué par Tom Hiddleston, pour terroriser sa nouvelle épouse, interprétée par Mia Wasikowska dans le film fantastique Crimson Peak, de Guillermo del Toro. Malgré les mauvaises actions de son personnage, Chastain approche le rôle avec empathie, se préparant en lisant des poésies de cimetière et en regardant les films Rebecca et Qu'est-il arrivé à Baby Jane ?. Del Toro l'a choisi afin de fournir l'accessibilité à un rôle qu'il considère comme « psychopathe », mais le critique Peter Debruge de Variety trouve qu'il s'agit d'« un mauvais choix de casting alarmant », écrivant qu'elle « patauge pour transmettre [à son personnage] l'insécurité vicieuse et la cruauté d'une veuve noire »,. En revanche, David Sims de Slate fait son éloge en dépeignant « jusqu'au bout une intensité jalouse ».

### Productrice et diversification (2016-2020)

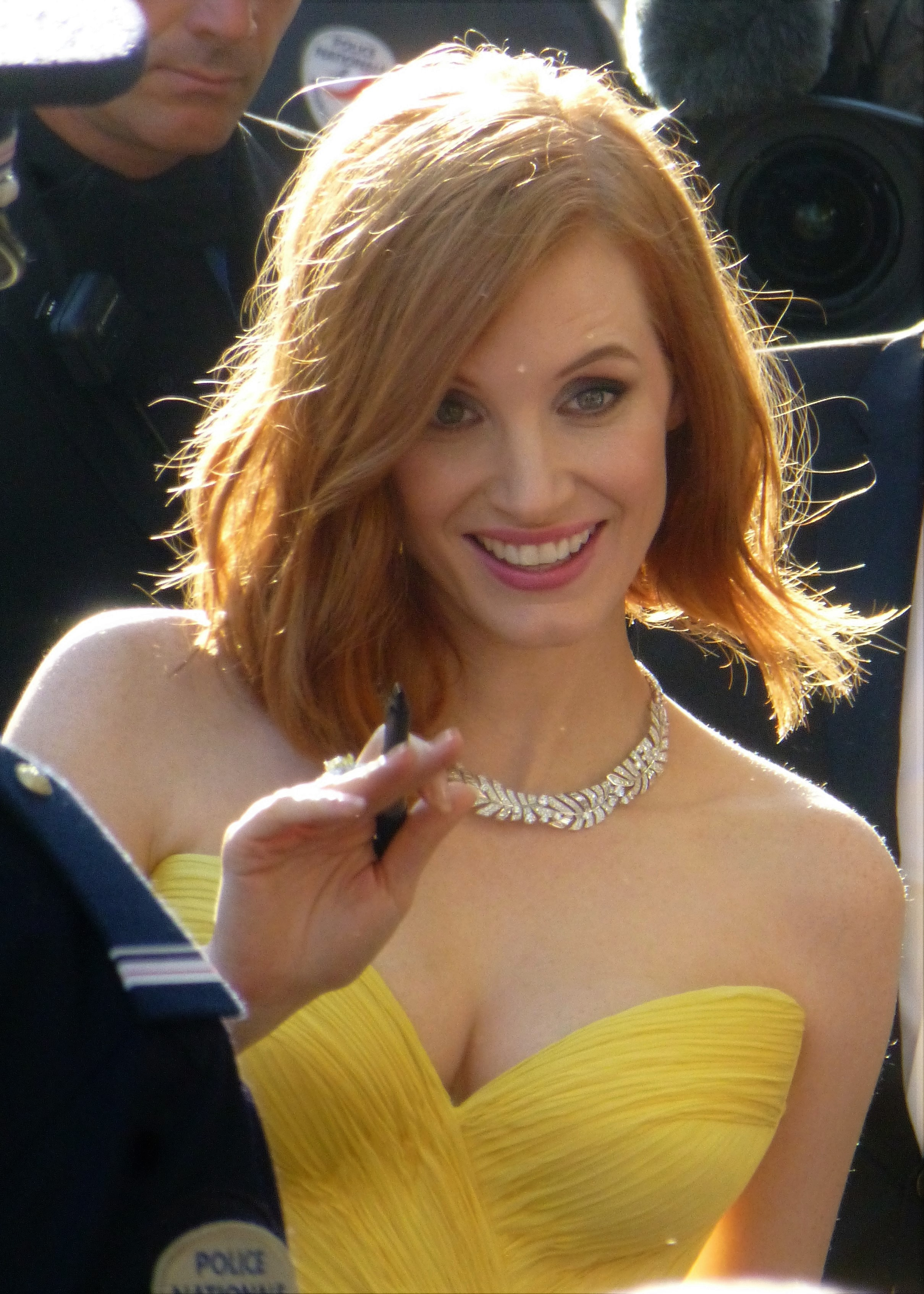
Au Festival de Cannes 2016, où elle est l'égérie de la Semaine de la Critique.

Après avoir joué une série de rôles intenses, Chastain exprime activement un intérêt pour un rôle léger. Elle le trouve avec le film Le Chasseur et la Reine des glaces en 2016, à la fois suite et préquelle de Blanche-Neige et le Chasseur, dans lequel elle partage l'affiche avec Chris Hemsworth, Charlize Theron et Emily Blunt. L'actrice est intéressée par l'idée de jouer une guerrière dont les capacités sont égales avec le rôle principal masculin, toutefois le film suscite des critiques négatives et un résultat décevant au box-office,,. En février 2016, elle lance sa maison de production Freckle Films, dirigée par une équipe exécutive exclusivement féminine, Freckle Films travaille en partenariat avec Maven Pictures, société de Trudie Styler et Celine Rattray, pour développer les adaptations cinématographiques de deux livres,.
Elle joue ensuite le rôle d'une lobbyiste du contrôle des armes à feu dans le thriller Miss Sloane, qui lui permet de retrouver le réalisateur John Madden,. Pour se préparer, Chastain a rencontré des femmes lobbyistes pour étudier leurs manières et leur sens du style et a également lu le roman Capitol Punishment de Jack Abramoff dans sa recherche sur la pratique du lobbyisme en Amérique. Bien que le film n'a pas trouvé son public sur le territoire américain, il obtient des critiques généralement favorables. De sa performance, Peter Travers de Rolling Stone note que « Chastain est l'une des meilleures actrices de la planète. Elle nous attire, nous faisant voir ce que le personnage conserve à l'intérieur par la seule force de sa performance en boule de feu ». Sa prestation lui vaut d'être nommée au Golden Globe de la meilleure actrice dans un film dramatique.
Jessica Chastain commence l'année 2017 en étant la productrice exécutive et narratrice de Elles ont un nom, documentaire sur le trafic sexuel. Elle a ensuite joué le rôle-titre du film dramatique La Femme du gardien de zoo, adaptation du livre non-fictionnel homonyme réalisé par Niki Caro, dans lequel elle interprète, avec Johan Heldenbergh, le couple Jan et Antonia Żabiński, qui ont sauvé des vies humaines et animales pendant la Seconde Guerre mondiale,. Le long-métrage reçoit des critiques mitigées, bien que Stephen Holden du New York Times ait pris note de la « vigilante et en couches » de l'actrice,. Le film est classé par Indiewire dans le top 20 des meilleures recettes pour un film indépendant en 2017, mais n'obtient pas un véritable succès au box-office.

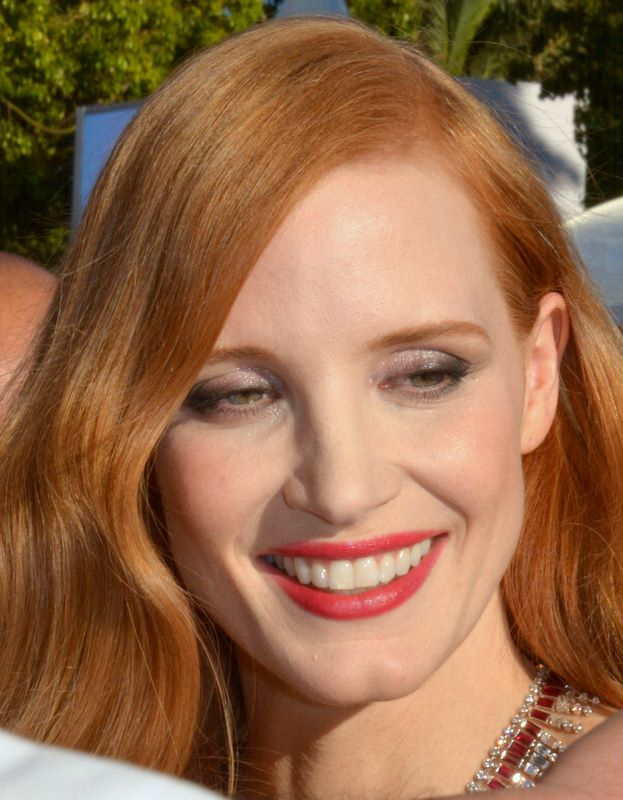
Au Festival de Cannes 2017, où elle officie cette fois en tant que membre du jury.

En mai 2017, elle fait partie du jury du 70e Festival de Cannes, présidé par le réalisateur Pedro Almodóvar,,, aux côtés de l'actrice Fan Bingbing, des réalisatrices Maren Ade et Agnès Jaoui, de l'acteur Will Smith, du compositeur Gabriel Yared et des réalisateurs Park Chan-wook et Paolo Sorrentino.
La même année, elle est à l'affiche de Woman Walks Ahead, qui raconte l'histoire de l'activiste du XIXe siècle Caroline Weldon, qui a servi de conseiller au chef sioux Sitting Bull avant le massacre de Wounded Knee. L'actrice était intéressée de jouer un rôle que les jeunes filles pourraient inspirer, et a fourni des contributions hors écran pour éviter un récit du sauveur blanc.
Dans le premier film réalisé par le scénariste Aaron Sorkin, Le Grand Jeu, Chastain interprète le personnage de Molly Bloom, une skieuse mécontente qui a dirigé une opération de jeux d'argent très médiatisée qui a conduit à son arrestation par le FBI. Chastain a accepté le rôle en raison de son désir de travailler avec Sorkin, dont elle admire profondément l'écriture. Au lieu de s'appuyer sur le personnage public de Bloom, Chastain a rencontré Bloom pour creuser plus profondément dans les failles et les vulnérabilités de son personnage. Elle a également fait des recherches sur le monde du poker underground et a interviewé certains clients de Bloom. Peter Debruge a salué son rôle comme «l'un des grands rôles féminins à l'écran» et a attribué son succès au «talent stratosphérique» de Chastain et au scénario de Sorkin. Sa prestation lui vaut sa cinquième nomination aux Golden Globes. Le film remporte un succès commercial modeste.
En 2018, Jessica Chastain est l'hôte d'un épisode de Saturday Night Live et a prêté sa voix à la production de réalité virtuelle Spheres: Songs of Spacetime.
En février 2018, alors qu'elle a achevé le tournage du film du réalisateur québécois Xavier Dolan intitulé Ma vie avec John F. Donovan où elle fait partie d'un casting incluant Kit Harington, Kathy Bates, Susan Sarandon et Natalie Portman,, Dolan a finalement annoncé sur son compte Instagram que les scènes avec l'actrice ont été coupées durant la post-production en raison d'une décision « éditoriale et narrative », car Dolan a trouvé son personnage incompatible avec l'histoire,,.
En 2019, elle est à l'affiche du film de super-héros X-Men: Dark Phoenix,, douzième opus de la série de films X-Men, dans lequel elle incarne l'antagoniste principal, qu'elle a accepté en raison de son intérêt pour les personnages féminins. Le critique Peter Bradshaw a estimé qu'il s'agissait « d'un gaspillage de ses talents », et le film enregistre un résultat médiocre au box-office,.
Elle fait partie de la distribution de Ça : Chapitre 2, suite du film d'horreur Ça, tiré du roman du même nom de Stephen King, en incarnant le rôle adulte de Beverly Marsh, incarnée dans sa version adolescente par Sophia Lillis dans le premier film et la suite, qui sort début septembre 2019. Dans ce film, son personnage est aux prises avec un mari violent. Le tournage était un défi pour Chastain, le réalisateur Andy Muschietti préférant utiliser des effets réels par rapport aux effets spéciaux, notamment pour une scène particulière qui exigeait qu'elle soit recouverte de 4 500 gallons de faux sang,. Sa prestation a reçu des critiques généralement positives, notamment Charlotte O'Sullivan du Evening Standard qui trouve Chastain « convenablement triste et sépulcrale »,. Avec plus de 91 millions de $ de recettes engrangées pour son premier week-end à l'affiche, Ça: Chapitre 2 signe le meilleur démarrage de l'actrice au box-office américain. Finalement, le long-métrage engrange plus de 473 millions de $ de recettes mondiales.
Jessica Chastain devait jouer le rôle de Nora dans A Doll's House au Playhouse Theatre de Londres à partir du 10 juin 2020, son premier rôle sur scène au Royaume-Uni, mais la pièce est annulée à cause de la pandémie de Covid-19.
Elle joue et produit le film d'action Ava (initialement nommé Eve), qui devait être réalisé par Matthew Newton. À la suite des révélations d'antécédents de violence de Newton, l'actrice a été critiquée concernant son choix de travailler avec lui. Newton est finalement remplacé par Tate Taylor, avec lequel elle a tourné sous sa direction dans La Couleur des sentiments.

### Consécration comme actrice (depuis 2022)
En 2022, elle est la tête d'affiche du film biographique Dans les yeux de Tammy Faye, dans lequel elle incarne la télévangéliste et chanteuse Tammy Faye Messner. Le long-métrage produit par 20th Century Studios (une filiale de Walt Disney Company) est une adaptation du documentaire du même nom. Ce projet trainaît dans les cartons de l’actrice depuis 2012, date à laquelle elle a racheté les droits du film documentaire. Elle relance le projet en 2019 lorsque le comédien Andrew Garfield signe pour y interpréter le rôle de son mari ainsi que l’actrice Cherry Jones, dans le rôle de la mère de Tammy. Pour ce rôle Jessica Chastain pratique le chant et a huit heures de maquillage qui selon ses dires « abîmeront sa peau ». Si le film reçoit des critiques mitigées dans l’ensemble elle reçoit l’Oscar de la meilleure actrice lors de la 94e cérémonie des Oscars en janvier de l’année suivante. À cela, s’ajoute également le Saga Award de la meilleure actrice et une 7e nomination aux Golden Globes.
Jessica Chastain se tourne vers un autre projet radicalement différent avec le film d'action 355. Elle le propose au marché international du film du 71e Festival de Cannes avec Fan Bingbing, Penélope Cruz, Marion Cotillard et Lupita Nyong'o qui complétaient la distribution, en plus de Chastain. 355 est présenté comme une « alternative féministe aux sagas comme James Bond ou les films Ocean’s ». Toutefois la préproduction du film doit faire face à de nombreuses péripéties : départ de Marion Cotillard et remplacement en faveur de Diane Kruger, tournage perturbé à cause du coronavirus et sortie complexe. Lors de son avant-première aux États-Unis, Chastain explique que ce rôle lui a permis davantage affirmer son pouvoir sur la création de film grâce à sa fonction de productrice :
« C’est une position qui me plait énormément car j’aime m’impliquer dans un projet du début jusqu’à la fin. Cette fonction me satisfait car la production me permet de travailler étroitement avec l’histoire et la narration d’un projet. Aujourd’hui, c’est surtout une manière bien pratique pour une femme de prendre le contrôle de sa carrière. » Malgré un budget estimé entre 40 et 75 millions de dollars, le long-métrage est un flop critique et commercial. 355 n'engrangera au total que 27,8 millions de dollars au box-office US en plus de récolter des critiques négatives. En France, le magazine Télérama le juge rempli de clichés et stéréotypes.
Elle joue ensuite dans l’adaptation cinématographique The Forgiven, adapté d’un roman de l’écrivaine Lawrence Osborne. Tourné au Maroc, le film raconte l’histoire d’un couple britannique en vacances à Tanger confronté à un accident. Pour ce long-métrage, elle donne la réplique à Ralph Fiennes, de quinze ans son ainé, qui interprète son mari. Matt Smith, Marie-Josée Croze, Mark Strong viennent compléter la distribution dans des seconds rôles. Elle remplace Cate Blanchett dans le rôle de Maryanne Trump Barry (sœur ainée de l'ancien président Donald Trump) au casting du film dramatique Armageddon Time, réalisé par James Gray. Le film s'inscrit dans la volonté de nombreux cinéastes de puiser dans leur propre enfance ou jeunesse de nouveaux récits à l'instar de Belfast de Kenneth Branagh, Roma de Alfonso Cuaron ou encore La Fille Publique de Cheyenne Carron. Le long-métrage est présenté au Festival de Cannes 2022.
Elle présente lors du Festival international de Toronto le drame Meurtres sans ordonnance aux côtés de Eddie Redmayne qui revient sur les rapports compliqués entre le meurtrier Charlie Cullen et son épouse qui tous deux travaillaient dans le domaine médical. Distribué par la plateforme de streaming Netflix, le film récolte des critiques élogieuses pour l'interprétation de ses deux acteurs. Les critiques notent une « puissance de jeu toujours aussi impressionnante » de Chastain, ou son magnétisme. Le film est comparé par la presse à un autre drame criminel produit par Netflix, Extremely Wicked, Shockingly Evil and Vile.
Elle jouera le rôle de la chanteuse country Tammy Wynette dans le film biographique No Show Jones consacré à George Jones, au côté de Michael Shannon,,. Elle est également à l'affiche de Memory, le nouveau film du réalisateur mexicain Michel Franco.
En tant que productrice, elle retrouvera Octavia Spencer dans un film de comédie, pour lequel elle a négocié un salaire plus élevé pour Spencer,.
Fin 2023 elle préside le jury des longs métrages du 20e Festival international du film de Marrakech.

## Filmographie
Sauf indication contraire, les informations mentionnées dans cette section peuvent être confirmées par la base de données cinématographiques IMDb,  présente dans la section « Liens externes ».

### Cinéma

#### Longs métrages

##### Années 2000
- 2008 : Jolene de Dan Ireland (en) : Jolene
- 2009 : Stolen Lives (Stolen) d'Anders Anderson : Sally Ann

##### Années 2010
- 2010 : L'Affaire Rachel Singer (The Debt) de John Madden : Rachel Singer jeune
- 2011 : Take Shelter de Jeff Nichols : Samantha LaForche
- 2011 : The Tree of Life : L'Arbre de vie (The Tree of Life) de Terrence Malick : Mme O'Brien
- 2011 : Ennemis jurés (Coriolanus) de Ralph Fiennes : Virgilia
- 2011 : Killing Fields (Texas Killing Fields) d'Ami Canaan Mann : Inspecteur Pam Stall
- 2011 : La Couleur des sentiments (The Help) de Tate Taylor : Celia Foote
- 2012 : Des hommes sans loi (Lawless) de John Hillcoat : Maggie Beauford
- 2012 : Zero Dark Thirty de Kathryn Bigelow : Maya
- 2012 : Madagascar 3 : Bons Baisers d'Europe (Madagascar 3 : Europe's Most Wanted) d'Eric Darnell, Conrad Vernon et Tom McGrath : Gia (voix)
- 2013 : Mama (Mamá) d'Andrés Muschietti : Annabel
- 2013 : Salomé d'Al Pacino : Salomé
- 2013 : The Disappearance of Eleanor Rigby[c] de Ned Benson : Eleanor Rigby (également productrice)
- 2014 : Mademoiselle Julie (Miss Julie) de Liv Ullmann : Miss Julie
- 2014 : Interstellar de Christopher Nolan : Murphy "Murph" Cooper
- 2014 : A Most Violent Year de J. C. Chandor : Anna Morales
- 2015 : Crimson Peak de Guillermo del Toro : Lady Lucille Sharpe
- 2015 : Seul sur Mars (The Martian) de Ridley Scott : Capitaine Melissa Lewis
- 2016 : Le Chasseur et la Reine des glaces (The Huntsman : Winter's War) de Cédric Nicolas-Troyan : Sara
- 2016 : Miss Sloane de John Madden : Elizabeth Sloane
- 2017 : La Femme du gardien de zoo (The Zookeeper's Wife) de Niki Caro : Antonina Żabiński (également productrice exécutive)
- 2017 : Le Grand Jeu (Molly's Game) d'Aaron Sorkin : Molly Bloom
- 2018 : Ma vie avec John F. Donovan (My Life with John F Donovan) de Xavier Dolan : Moira McAllister-King (coupée au montage)
- 2018 : Woman Walks Ahead de Susanna White : Caroline Weldon
- 2019 : X-Men: Dark Phoenix de Simon Kinberg : Vuk / Margaret Smith
- 2019 : Ça : Chapitre 2 (It : Chapter II) d'Andrés Muschietti : Beverly Marsh

##### Années 2020
- 2020 : Ava de Tate Taylor : Ava Faulkner (également productrice)
- 2021 : Dans les yeux de Tammy Faye (The Eyes of Tamy Faye) de Michael Showalter : Tammy Faye Messner (également productrice)
- 2022 : 355 (The 355) de Simon Kinberg : Mace Brown (également productrice)
- 2022 : Meurtres sans ordonnance (The Good Nurse) de Tobias Lindholm : Amy Loughren
- 2022 : Armageddon Time de James Gray : Maryanne Trump
- 2022 : The Forgiven de John Michael McDonagh : Jo Henninger
- 2023 : Memory de Michel Franco : Sylvia
- 2023 : Mothers' Instinct de Benoît Delhomme : Alice
- 2025 : Dreams de Michel Franco
- 2025 : Lear Rex de Bernard Rose : Goneril

#### Courts métrages
- 2010 : The Westerner de Ned Benson (en) : La mère de Daniel (également productrice exécutive)
- 2011 : Touch of Evil d'Alex Prager : La pyromane
- 2017 : I am Little Red de Mary Mazzio (en) : Little Red (voix)

### Télévision

#### Séries télévisées
- 2004 : Urgences (ER) : Dahlia Taslitz
- 2004 : Veronica Mars : Sarah Williams
- 2005 - 2006 : New York, cour de justice (Law and Order: Trial by Jury) : Sigrun Borg, assistante du procureur
- 2006 : Close to Home : Juste Cause (Close to Home) : Casey Wirth
- 2006 : The Evidence : Les Preuves du crime (The Evidence) : Laura Green
- 2007 : Journeyman : Tanna Bloom
- 2016 : Animals. : Sarah (voix)
- 2021 : Scènes de la vie conjugale (Scenes from a Marriage) : Mira
- 2022 : George and Tammy : Tammy Wynette

#### Téléfilms
- 2006 : Le Trésor de Barbe-Noire (Blackbeard) de Kevin Connor : Charlotte Ormand
- 2010 : Hercule Poirot : Mary Debenham

### Publicité
- 2012 : Manifesto, réalisée par Nicolas Winding Refn pour Yves Saint Laurent
- 2013 : Scripted Content, réalisée par Matthew Frost pour Vogue

### Clip vidéo
- 2018 : Family Feud[d], réalisé par Ava DuVernay pour la chanson éponyme de Jay-Z et Beyoncé

## Théâtre
- 1998 : Roméo et Juliette de William Shakespeare, Mountain View Center for the Performing Arts, Mountain View (Californie)[24]
- 2004 : La Cerisaie d'Anton Tchekhov, Williamstown Theatre Festival, Williamstown (Massachusetts)[226]
- 2004 : Rodney's Wife de Richard Nelson, Playwrights Horizon, New York[77]
- 2006 : Salomé d'Oscar Wilde, Wadsworth Theatre, Los Angeles[227]
- 2009 : Othello de William Shakespeare, Public Theater, New York[87]
- 2012-2013 : The Heiress de Ruth et Augustus Goetz (d'après le roman Washington Square d'Henry James), Walter Kerr Theater, New York[125]
- 2017 : The Children's Monologues (en) de Lynn Nottage, Bola Agbaje, Polly Stenham, Dennis Kelly, Gabriel Bisset-Smith, Oladipo Agboluaje et Roy Williams, Carnegie Hall, New York[228]
- 2023 : Une maison de poupée de Henrik Ibsen, mise en scène Jamie Lloyd, Hudson Theatre de New York

## Distinctions

### Récompenses

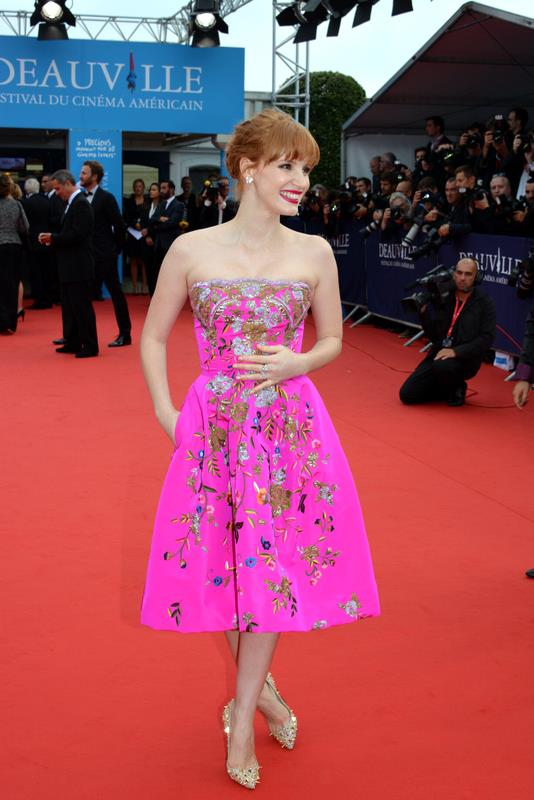
Jessica Chastain au Festival du cinéma américain de Deauville 2014, au cours duquel elle reçoit un hommage pour sa carrière.

- Festival international du film de Seattle 2008 : Prix d'interprétation féminine pour Jolene

- Festival du cinéma américain de Deauville 2011 : prix Nouvel Hollywood
- Festival du film de Hollywood 2011 : Révélation féminine de l'année
- Mostra de Venise 2011 : prix Gucci pour les femmes au cinéma
- Austin Film Critics Association Awards 2011 : meilleure actrice dans un second rôle pour Take Shelter
- Los Angeles Film Critics Association Awards 2011 : meilleure actrice de second rôle pour Coriolanus, L'Affaire Rachel Singer, La Couleur des sentiments, Take Shelter, Killing Fields et The Tree of Life
- National Board of Review Awards 2011 : meilleure distribution pour La Couleur des sentiments
- Satellite Awards 2011 :
  - Meilleure actrice dans un second rôle pour The Tree of Life
  - Meilleure distribution pour La Couleur des sentiments

- Black Film Critics Circle Awards 2012 : meilleure actrice pour Zero Dark Thirty
- Chicago Film Critics Association Awards 2012 : meilleure actrice pour Zero Dark Thirty
- Dallas-Fort Worth Film Critics Association Awards 2012 : meilleure actrice pour Zero Dark Thirty
- Florida Film Critics Circle Awards 2012 : meilleure actrice pour Zero Dark Thirty
- Indiana Film Journalists Association Awards 2012 : meilleure actrice pour Zero Dark Thirty
- National Board of Review Awards 2012 : meilleure actrice pour Zero Dark Thirty
- Phoenix Film Critics Society Awards 2012 : meilleure actrice pour Zero Dark Thirty
- St. Louis Film Critics Association Awards 2012 : meilleure actrice pour Zero Dark Thirty
- Utah Film Critics Association Awards 2012 : meilleure actrice pour Zero Dark Thirty
- Washington D.C. Area Film Critics Association Awards 2012 : meilleure actrice pour Zero Dark Thirty

- Critics' Choice Movie Awards 2013 : meilleure actrice pour Zero Dark Thirty
- EDA Awards 2013 : meilleure actrice pour Zero Dark Thirty
- Golden Globes 2013 : meilleure actrice dans un film dramatique pour Zero Dark Thirty
- Iowa Film Critics Association Awards 2013 : meilleure actrice pour Zero Dark Thirty
- Vancouver Film Critics Circle Awards 2013 : meilleure actrice pour Zero Dark Thirty

- Indiana Film Journalists Association Awards 2014 : meilleure actrice dans un second rôle pour A Most Violent Year
- National Board of Review Awards 2014 : meilleure actrice pour A Most Violent Year

- Critics' Choice Movie Awards 2015 : Critics' Choice MVP Award pour A Most Violent Year, The Disappearance of Eleanor Rigby, Interstellar et Mademoiselle Julie

- Fangoria Chainsaw Awards 2016 : Meilleure actrice dans un second rôle pour Crimson Peak
- Saturn Awards 2016 : Meilleure actrice dans un second rôle pour Crimson Peak

- CinemaCon Awards 2017 : Star féminine de demain
- Fright Meter Awards 2019 : Meilleur distribution pour Ça: Chapitre 2
- Festival international du film de Saint-Sébastien 2021 : Coquille d'argent du meilleur premier rôle pour Dans les yeux de Tammy Faye
- Festival international du film de Palm Springs 2022 : Prix d'excellence de la meilleure actrice pour Dans les yeux de Tammy Faye
- SAG Awards 2022 : Meilleure actrice pour Dans les yeux de Tammy Faye
- Critics Choice Awards 2022 : Meilleure actrice pour Dans les yeux de Tammy Faye
- Detroit Film Critics Society 2022 : Meilleure actrice pour Dans les yeux de Tammy Faye
- Houston Film Critics Society 2022 : Meilleure actrice pour Dans les yeux de Tammy Faye
- Las Vegas Film Critics Society 2022 : Meilleure actrice pour Dans les yeux de Tammy Faye
- Oscars 2022 : Meilleure actrice pour Dans les yeux de Tammy Faye
- American Cinematheque Award 2024

### Nominations
- Oscars 2012 : Meilleure actrice dans un second rôle pour La Couleur des sentiments
- Independent Spirit Awards 2012 : meilleure actrice dans un second rôle pour Take Shelter
- BAFTA Awards 2013 : Meilleure actrice pour Zero Dark Thirty
- Denver Film Critics Society Awards 2013 : Meilleure actrice pour Zero Dark Thirty
- Detroit Film Critics Society Awards 2013 : Meilleure actrice pour Zero Dark Thirty
- Empire Awards 2013 : Meilleure actrice pour Zero Dark Thirty
- Houston Film Critics Society Awards 2013 : Meilleure actrice pour Zero Dark Thirty
- Online Film Critics Society Awards 2013 : Meilleure actrice pour Zero Dark Thirty
- Oscars 2013 : Meilleure actrice pour Zero Dark Thirty
- Satellite Awards 2013 : Meilleure actrice pour Zero Dark Thirty
- Screen Actors Guild Awards 2013 : Meilleure actrice pour Zero Dark Thirty
- Southeastern Film Critics Association Awards 2013 : Meilleure actrice pour Zero Dark Thirty
- Golden Globes 2015 : Meilleure actrice pour A Most Violent Year
- Independent Spirit Awards 2015 : Meilleure actrice dans un second rôle pour A Most Violent Year
- Fright Meter Awards 2015 : Meilleure actrice dans un second rôle pour Crimson Peak
- Saturn Awards 2016 : Meilleure actrice dans Seul sur Mars
- Teen Choice Awards 2016 :
  - Meilleure actrice dans Seul sur Mars
  - Meilleure actrice dans un film dramatique pour Seul sur Mars
  - Meilleure alchimie avec Chris Hemsworth dans Le Chasseur et la Reine des glaces
- Phoenix Critics Circle Awards 2016 : Meilleure actrice pour Miss Sloane
- Golden Globes 2017 : Meilleure actrice dans un film dramatique pour Miss Sloane
- EDA Awards 2017 : Meilleure interprétation pour Miss Sloane
- Golden Globes 2018 : Meilleure actrice dans un film dramatique pour Le Grand Jeu
- Satellite Awards 2018 : Meilleure actrice pour Le Grand Jeu
- Fright Meter Awards 2019 : Meilleur second rôle féminin pour Ça: Chapitre 2
- Razzie Awards 2020 : Pire second rôle féminin pour X-Men: Dark Phoenix
- Golden Globes 2022 : 
  - Meilleure actrice dans un film dramatique pour Dans les yeux de Tammy Faye
  - Meilleure actrice dans une mini-série ou un téléfilm pour Scènes de la vie conjugale
- Golden Globes 2023 : Meilleure actrice dans une mini-série ou un téléfilm pour George and Tammy

## Voix francophones
Pour les versions françaises, Rafaèle Moutier est la voix régulière de Jessica Chastain, notamment pour Des hommes sans loi, Interstellar, Seul sur Mars, Le Grand Jeu et Ça: Chapitre 2. Cependant, elle a été remplacée par Ingrid Donnadieu pour les films Zero Dark Thirty, Crimson Peak et Le Chasseur et la Reine des glaces.
Pour les versions québécoises, Aline Pinsonneault la double régulièrement notamment sur La Couleur des sentiments, Opération avant l'aube, Crimson Peak, Seul sur Mars et Le Jeu de Molly. Toutefois, Mélanie Laberge l'a doublée sur trois films L'Arbre de vie, Mama Miss Sloane et récemment Ava.
Versions françaises
- Rafaèle Moutier dans Des hommes sans loi[229], Interstellar[229], 'Seul sur Mars[229], Le Grand Jeu[229], etc.
- Ingrid Donnadieu dans Zero Dark Thirty[229], Crimson Peak[229], Le Chasseur et la Reine des glaces[229].

Versions québécoises
- Aline Pinsonneault dans La Couleur des sentiments[230], Opération avant l'aube[230], Crimson Peak[230], Seul sur Mars[230], Le Jeu de Molly[230], etc.
- Mélanie Laberge dans L'Arbre de vie[230], Mama[230], Miss Sloane[230], Ava[230]